# 舒梅克峰
79°51′S 82°19′W / 79.850°S 82.317°W

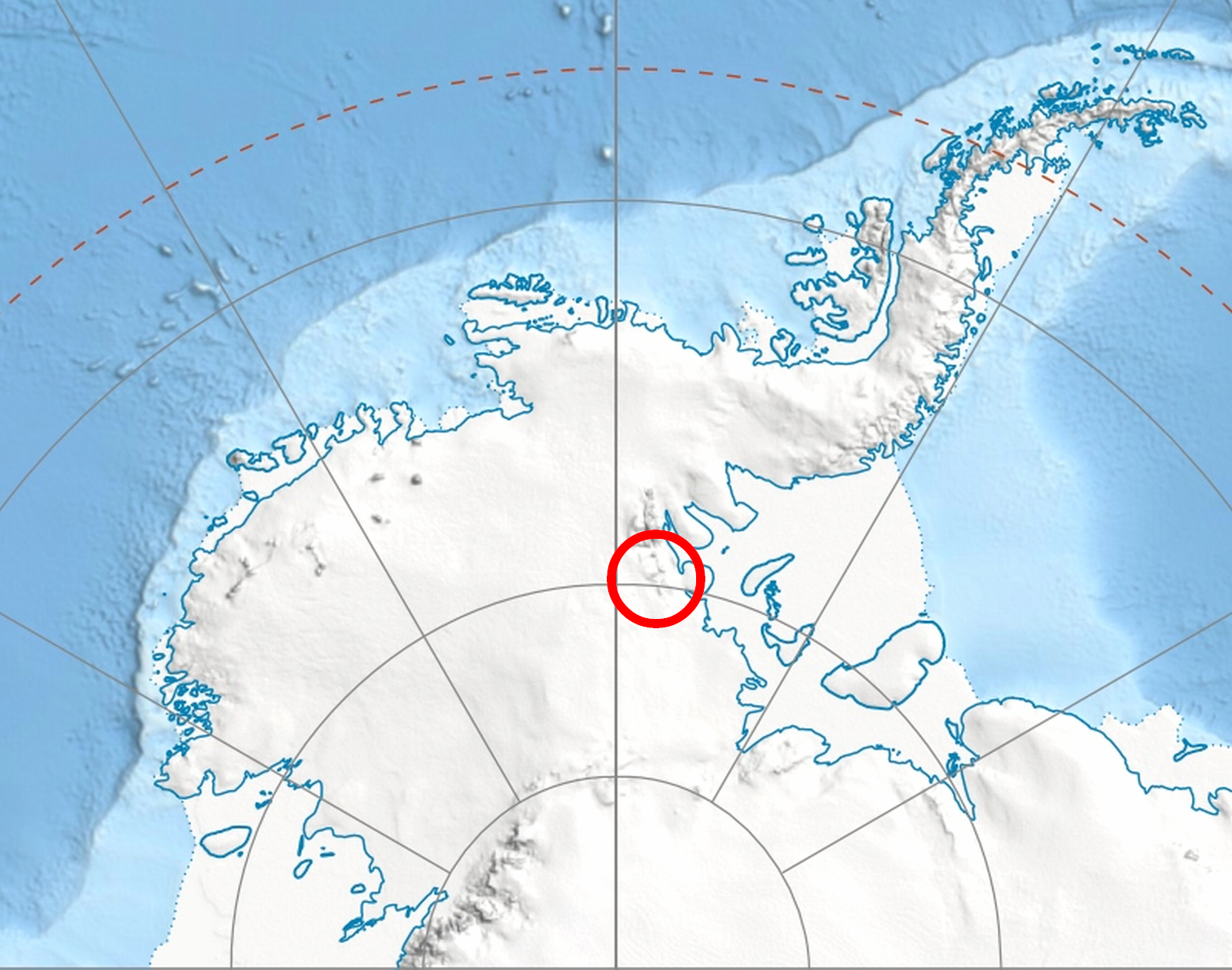

舒梅克峰是南極洲的山峰，位於埃爾斯沃思地的阿恩斯布拉克冰川東岸，處於薩頓峰東南面4.8公里，屬於赫里蒂奇嶺中企業山的一部分，美國地質調查局根據測量和該國海軍的空中照片繪入地圖。